# شاه زواریون بروجرد
بنای شاه زواریون یا شاه زیاریون که در متون با نام زواریجان نوشته شده، یک آرامگاه و بنای تاریخی در حوالی شهر بروجرد است. این بقعه در شمال شرقی شهر بروجرد و بر سر راه روستاهای دره صیدی و دهگاه قرار گرفته و روستایی نیز با همین نام (زواری‌جان) در نزدیکی آن قرار دارد. مردم بروجرد و مناطق اطراف در روزهایی خاص در سال به صورت جمعی به زیارت این بقعه می‌پردازند که مهمترین آن ۲۸ صفر سالروز وفات پیامبر اسلام است.

## نسب‌شناسی
در مورد فرد یا افراد مدفون در این بقعه اطلاعات دقیقی در دست نیست. باور عامیانه مردم بروجرد و روستاهای اطراف زواریجان به جهت کثرت خاندان آل زیار ایل زیودار یا ایل زیار در آن مناطق بر این است که این آرامگاه متعلق به یکی از سرداران آل زیار به نام خواهرزاده مردآویج بن زیار است که خواهرزاده مردآویج یا نوه دختری زیار می‌باشد.
این اعتقاد وجود دارد که با شکست سپاهیان آل زیار در جنگ همدان، ابوالکرادیس فرمانده سپاه آل زیار به دست عمال خلیفه عرب کشته شده و پیکرش به بروجرد منتقل و دفن می‌گردد. در این جنگ ابوالکرادیس به همراه ۴ هزار نفر از سواران دیلم کشته می‌شوند که بعدها مردآویج به بهای خون ایشان ۴۰ هزار نفر از سپاه خلیفه را می‌کشد. پس از دفن ابوالکرادیس در بروجرد این آرامگاه ابتدا شاه زیاریان یا شاه زیاریون نام گرفت که در طی زمان به شاه زواریون و در ادامه به شاه زواریجان تغییر یافت.
همچنین عنوان می‌شود که این آرامگاه منتسب به برکیارق فرزند ملکشاه پنجمین پادشاه سلسله سلجوقیان بود که در سفری که در سال ۴۹۸ ه‍.ق داشت مبتلا به بیماری سل شد و در بروجرد درگذشت. به احتمال قوی، جسد وی در بروجرد و در محل بقعه زواریجان به خاک سپرده شد هر چند در تاریخ ابوالفداء چنین ذکر شده که جسد وی از بروجرد به اصفهان منتقل شد و در آنجا دفن شده‌است.

## مشخصات بنا
بقعه زواریون یک بنای خشتی آجری است که در طول زمان دستکاری شده و به ویژه در چند دهه اخیر نمای ظاهری آن با سیمان پوشیده شده‌است. بنای اصلی شامل یک گنبدخانه است که گنبدی بلند و هشت ضلعی دارد. این گنبد دو جداره است. در زیر این گنبد قبر اصلی وجود دارد که با ضریحی فلزی  پوشیده شده‌است که نقش ستاره دارد. در دو سمت چپ و راست این فضا، دو استراحتگاه وجود دارد. ورودی بنا از سمت جنوب است که ابتدا دارای یک اتاق کفشداری است.

## گالری تصاویر

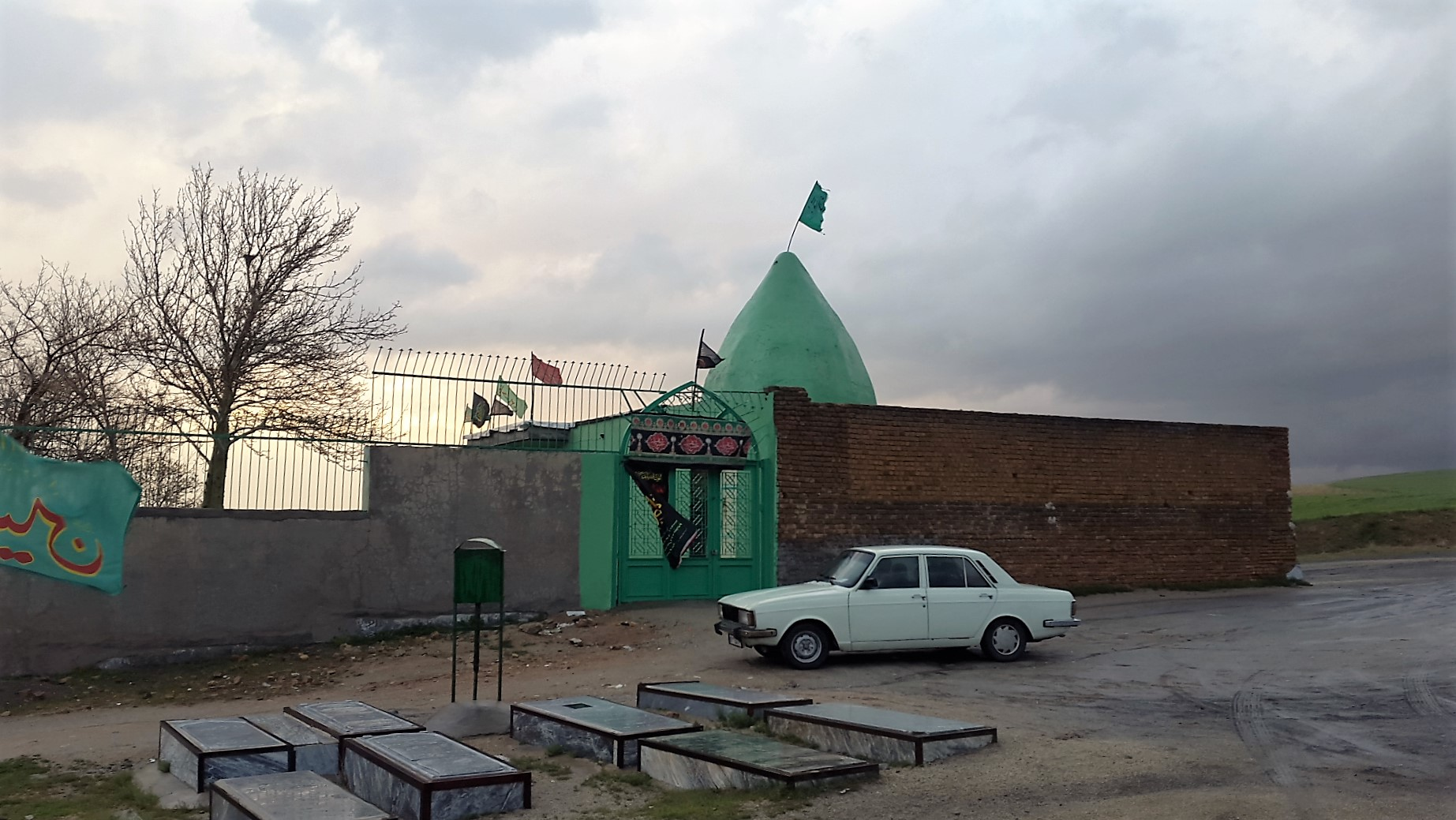
نمای شرقی بقعه
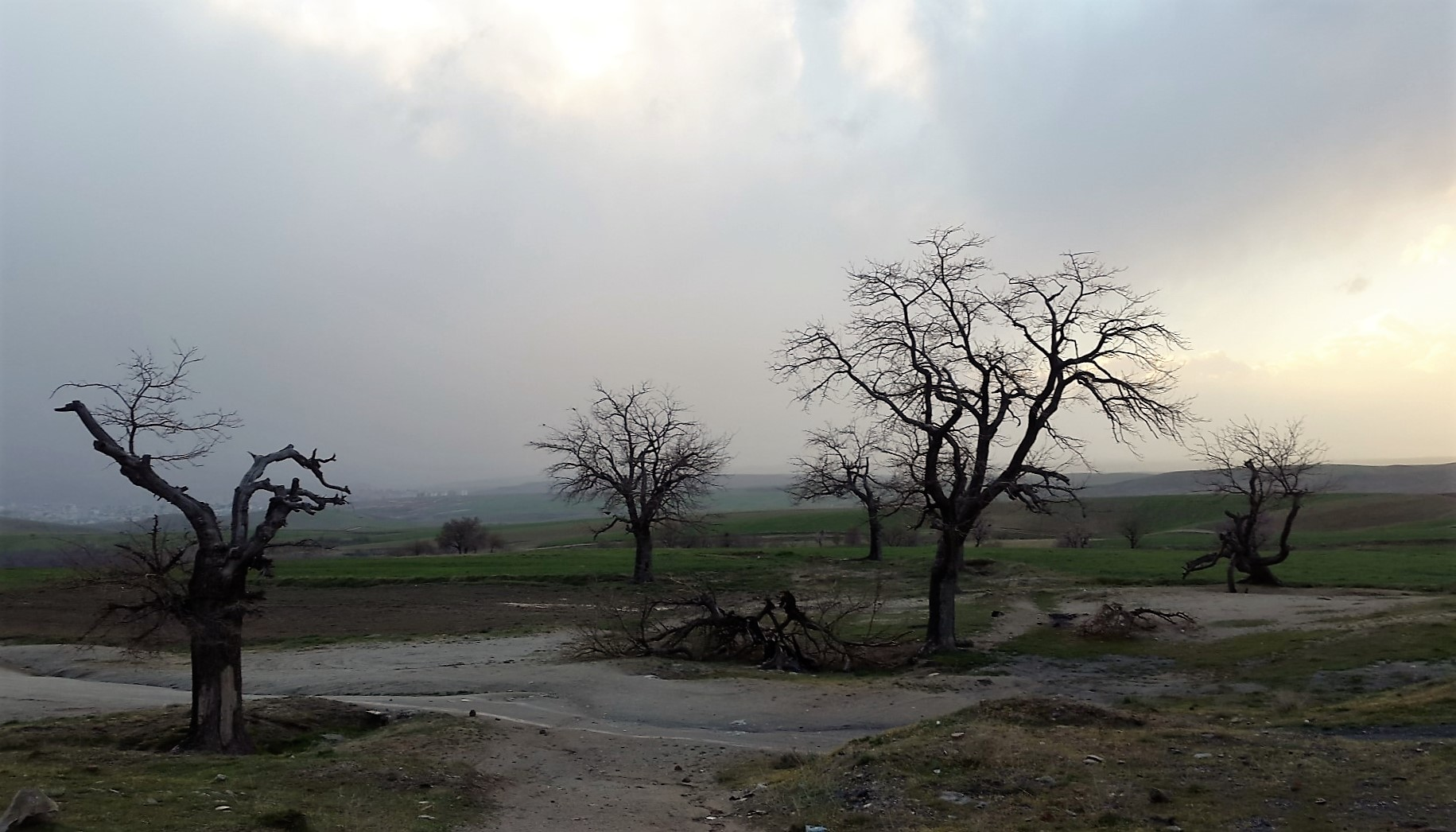
محوطه اطراف شاه زواریون
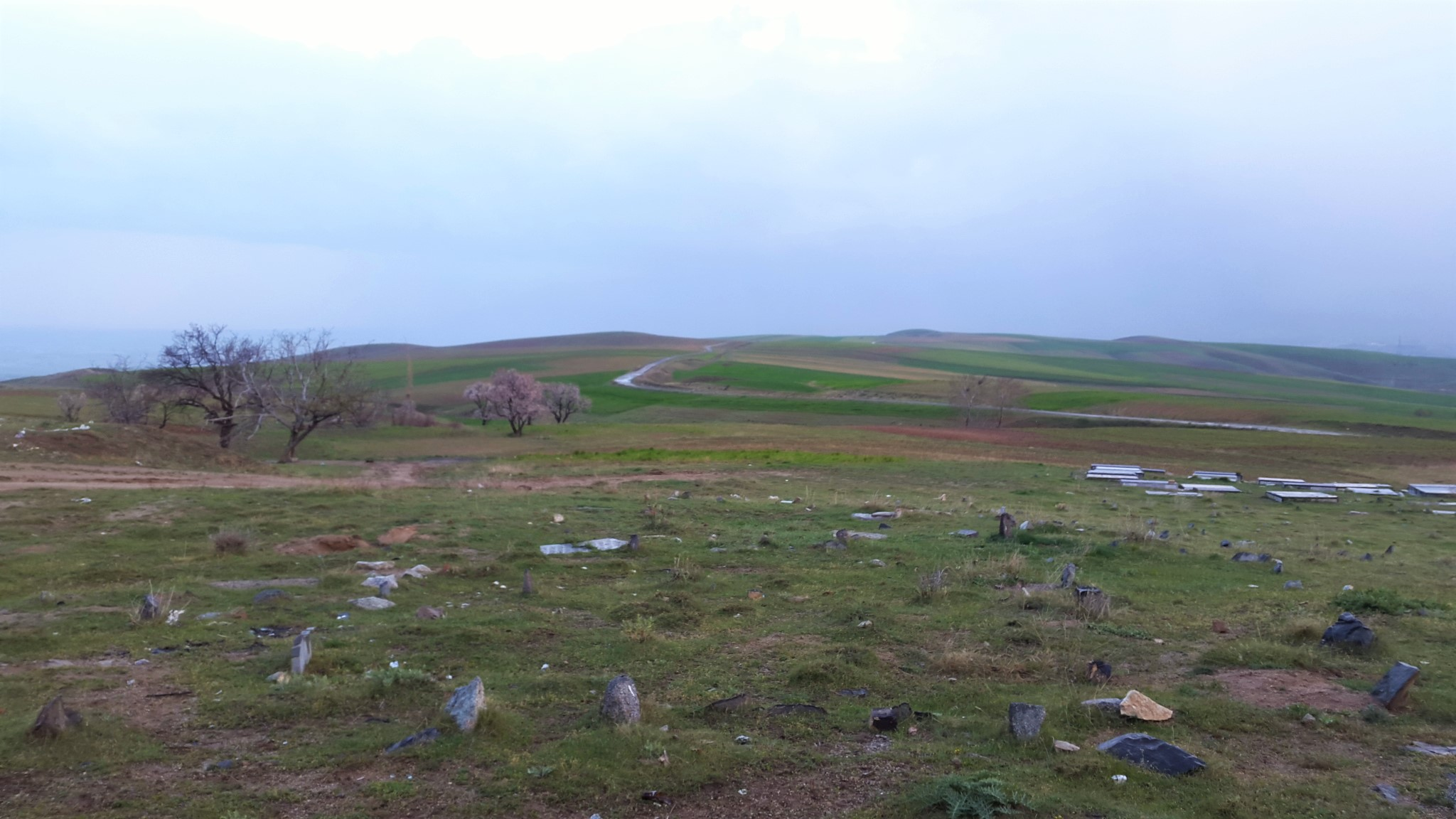
قبرستان و طبیعت اطراف
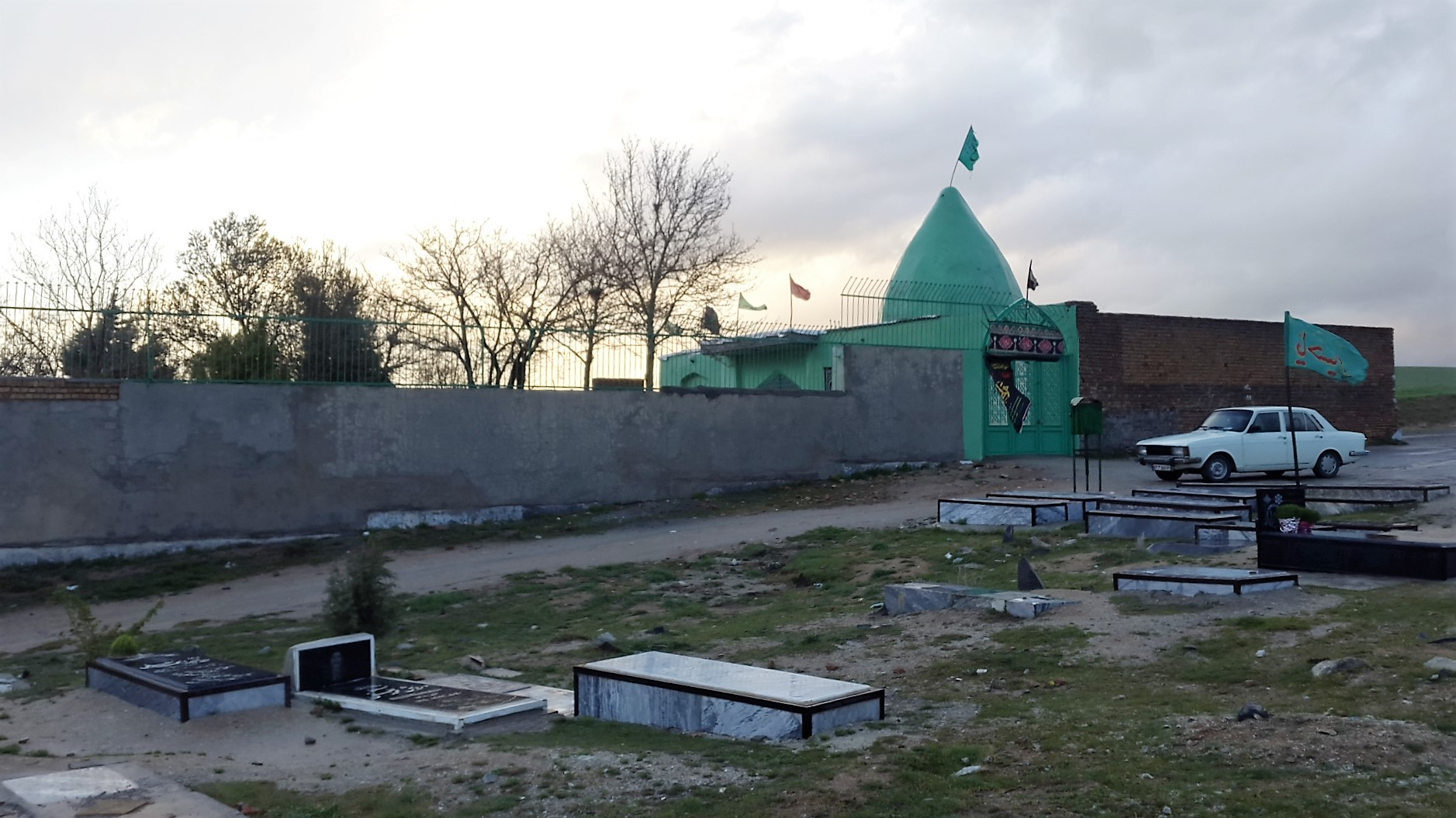
آرامگاه مجاور بقعه